# Franco Rotunno
Francesco „Franco“  Rotunno (* 13. August 1970 in Vaduz) ist ein ehemaliger liechtensteinischer Fussballspieler.

## Karriere

### Verein
In seiner Jugend spielte Rotunno für den FC Balzers und den FC Vaduz, bei dem er 1990 in den Herrenbereich befördert wurde. Im Januar 1994 kehrte er zum FC Balzers zurück. Nach einer Saison beim FC Triesenberg wechselte er 1997 erneut zum FC Balzers. In der folgenden Spielzeit unterschrieb er einen Vertrag beim Hauptstadtklub FC Vaduz, bevor er sich ein weiteres Mal dem FC Balzers anschloss. 2005 beendete er seine Karriere.

### Nationalmannschaft
Rotunno absolvierte sein einziges Länderspiel für die liechtensteinische Fussballnationalmannschaft am 12. März 1991 beim 0:6 gegen die Schweiz im Rahmen eines Freundschaftsspieles.